# Youth-Life-Line
Youth-Life-Line (YLL) ist eine überregionale Online-Beratungsstelle für Jugendliche und junge Erwachsene in akuten Krisen und bei Suizidgefährdung. Seit 2003 bieten Peerberater eine anonyme und onlinebasierte Beratung per E-Mail an. Die Beratung ist deutschlandweit verfügbar und richtet sich an junge Menschen aus allen Regionen.

## Geschichte
Youth-Life-Line wurde am 1. Juni 2002 als Modellprojekt mit dem Titel „Suizidgefahr – Suizidprävention: Jugendliche helfen Jugendlichen in Krisen“ vom Arbeitskreis Leben e. V. (AKL) Reutlingen/Tübingen gegründet. Das Projekt wurde in den ersten drei Jahren von der Landesstiftung Baden-Württemberg und der Erwin-Ringel-Stiftung gefördert, um eine flächendeckende Beratungsstruktur aufzubauen.
Im März 2003 ging Youth-Life-Line online. Seit August 2007 ist Youth-Life-Line ein fester Arbeitsbereich im Arbeitskreis Leben e. V. Reutlingen/Tübingen. Die Finanzierung erfolgt überwiegend durch Spenden sowie durch öffentliche Zuschüsse der Landkreise Reutlingen und Tübingen, wobei die Beratungsleistungen deutschlandweit zugänglich sind.

## Beratung
Die Beratung bei Youth-Life-Line erfolgt anonym, kostenlos und online über ein geschütztes Mail-System, das deutschlandweit genutzt wird. Hilfesuchende erhalten innerhalb von drei Tagen eine erste Antwort, spätere Antworten erfolgen innerhalb von sieben Tagen. Die Beratung wird von Jugendlichen und jungen Erwachsenen durchgeführt, die eine Schulung zu Krisenbegleitern absolviert haben. Diese Peerberater werden durch pädagogisch-therapeutische Fachkräfte unterstützt.
Im Jahr 2023 waren etwa 25 Peerberater aktiv bei Youth-Life-Line tätig. Insgesamt wurden bis dahin über 9000 junge Menschen in ganz Deutschland mit mehr als 40.000 Beratungsmails unterstützt.
Youth-Life-Line hat seit seiner Gründung mehrere nationale Preise gewonnen, darunter 2015 den Deutschen Engagementpreis in der Kategorie „Leben bewahren“, der von Teresa Enke übergeben wurde.

## Schulprävention
Neben der Online-Beratung bieten die pädagogisch-therapeutischen Fachkräfte mit Unterstützung der ehrenamtlichen Peerberater auch Schulpräventionsprogramme ab der 9. Klassenstufe an. Diese Programme werden bundesweit angeboten und sollen Schüler für das Thema Lebenskrisen und Suizidalität sensibilisieren sowie ihnen Möglichkeiten des Umgangs und der Hilfe aufzeigen.